# 友加里
ゆかり（YUKARI、1988年5月6日 - ）は、日本の料理研究家、YouTuber、タレント。福島県出身。
料理研究家としてレシピを考案、レシピ開発、お料理教室やお料理イベントの講師を務める。
自身のYoutubeチャンネル『料理研究家ゆかりのおうちで簡単レシピ / Yukari's Kitchen』やAmebaオフィシャルブログ『Yukari's Kitchen おうちで簡単レシピ』、Twitter、Instagramなどでもレシピを公開し、ウェブマガジンや新聞ではレシピ連載の執筆も行う。
そのほか、テレビやラジオ出演・CM・イメージキャラクター・レシピやメニュー監修など、幅広く活動している。
活動名を「友加里」から「料理研究家ゆかり」に変更している。

## 略歴
2013年、イタリアンレストランに勤務しながら調理師免許を取得。同年、⽇本卵業界が認定する「三つ星たまごソムリエ」の資格を取得。その後、家庭料理や卵料理の研究をかさね、2015年にYouTubeチャンネル『料理研究家ゆかりのおうちで簡単レシピ / Yukari's Kitchen』を開設。
2016年に卵料理レシピ本「たまご⼤好き」を出版。同年、⽇本テレビ「得する⼈損する⼈」の番組で、たまごのスペシャリスト「タマミちゃん」として準レギュラーとして出演。
現在ではテレビやラジオなど様々なメディアにも出演し、⾃⾝でのYouTubeチャンネルや料理サイトで、「⾝近な⾷材で、分かりやすく簡単なコツで美味しく作れる」を理念に置き、料理研究家としてレシピを考案、開発、お料理教室やお料理イベントの講師を勤める。
基本の料理から簡単・時短・節約料理、多国籍料理、スイーツなど、幅広くレシピ紹介をしている。
自身のYouTubeチャンネルやオフィシャルブログ、Twitter、Instagramなどでもレシピを公開し、ウェブマガジンやレシピ紹介サイト、新聞ではレシピ連載の執筆も行う。
そのほか、テレビやラジオ出演・CM・イメージキャラクター・レシピやメニュー監修など、幅広く活動している。
YouTube チャンネル登録者数は2023年1⽉に100万⼈を突破し、今現在、毎⽇レシピ動画を配信している。

## 資格
- 三ツ星タマリエ（タマゴのソムリエ）
- 調理師国家免許
- 美容師国家免許
- 着付け講師
- 茶道
- 華道
- 色彩検定
- 普通自動車免許

## 出演

### TV
- 2021 テレビ朝日「くりぃむしちゅーのハナタカ!優越館」
- 2020 NTV「スッキリ」
- 2020 NHK「うまいッ!」
- 2019 NHK「うまいッ!」
- 2019 TBS「ジョブチューン 〜アノ職業のヒミツぶっちゃけます!」
- 2019 NHK BSプレミアム「美と若さの新常識」
- 2018 NHK「お取り寄せ不可!? 列島縦断宝メシグランプリ」
- 2018 NHK「おはよう日本」
- 2018 NHK「あさイチ」
- 2018 NHK「ニュースシブ5時」
- 2018 NHK大阪放送局「ごごナマ」
- 2018 TX「ソレダメ!〜あなたの常識は非常識!?〜」
- 2018 NTV「スクール革命!」
- 2017 台湾中天テレビ「日本育到蛋」
- 2017 NHK「所さん!大変ですよ」
- 2017 KFB福島民報「ヨジデス」
- 2017 NTV「PON!」
- 2017 YTV「朝生ワイド す・またん!」
- 2016～ NTV 「あのニュースで得する人損する人」:得損ヒーローズとして多数回出演
- 2016～ テレ玉「マチコミ」タマリエコーナー（本人のコーナー）
- 2016 NTV「24時間テレビ愛は地球を救う」
- 2016 TBS「珍種目No.1は誰だ!? ピラミッドダービー」
- 2016 EX「お願い!ランキング」
- 2016 CX「めざましテレビ」
- 2016 AbemaTV「芸能マル秘チャンネル」
- 2016 AbemaTV「お願い!ランキング」
- 2016 NTV「所さんの目がテン!」
- 2016 TOKYO MX「5時に夢中!」
- 2014 CX「日本全国ご自慢列島ジマング」

### ラジオ
- 2021 NHKラジオ「らじるラボ」
- 2021 NACK5「THE SEITARO☆RADIO SHOW 1700」
- 2020 J-WAVE「START LINE」
- 2020 NHKラジオ第1放送「ごごラジ!」
- 2017 JFN系「ON THE PLANET」
- 2017 JFN「No Socks J Life」ゲスト
- 2017 TBSラジオ「ジェーン・スー 生活は踊る」ゲスト
- 2016 FMうらやす「高橋フムミの勝手に聴きやがれ!」
- 2016 bayfm「miracle!!」

### イベント
- 2020「たまごニコニコ料理甲子園」MC
- 2020 いーとぴあ「卵料理教室」特別講師
- 2020「たまごかけごはん大作戦」クッキングショー（福島県）
- 2020 福島大学「たまごフェスタ」特別講師
- 2019 岡山県美咲町「卵かけご飯」PRイベント（香港）
- 2019「親子オムライス教室」
- 2018「第15回ふかや花フェスタ&オープンガーデンフェスタ」トークショー
- 2018「十万石棚倉町まつり」MC（2017～）
- 2018 昭和鶏卵 Å~東京家政大学「こめたまごメニューコンテスト」審査員
- 2018「食堂かめっち。」10周年感謝祭（岡山県）
- 2018「親子オムライス教室」（2017～）
- 2017「たまごかけごはんコンテストin 美咲」
- 2017「たまごニコニコ料理甲子園」MC
- 2017「県南S-1グランプリin たいしん」（福島県）
- 2017 香港「日本のたまご」フェア
- 2016 台湾「日本のたまご」フェア
- 2016「ふくしまキッズ博」
- 2015「第一回 たまごニコニコ料理甲子園決勝大会」MC
- 2015「たまニコ料理甲子園 in関東 エリア代表選考会」MC
- 2014「宮崎県食育・地産地消フェスタ 2014」
- 2014「いいたまごの日」イベント
- 2014「たまごフェスタ」
- 2013「たまごニコニコ大作戦」MC

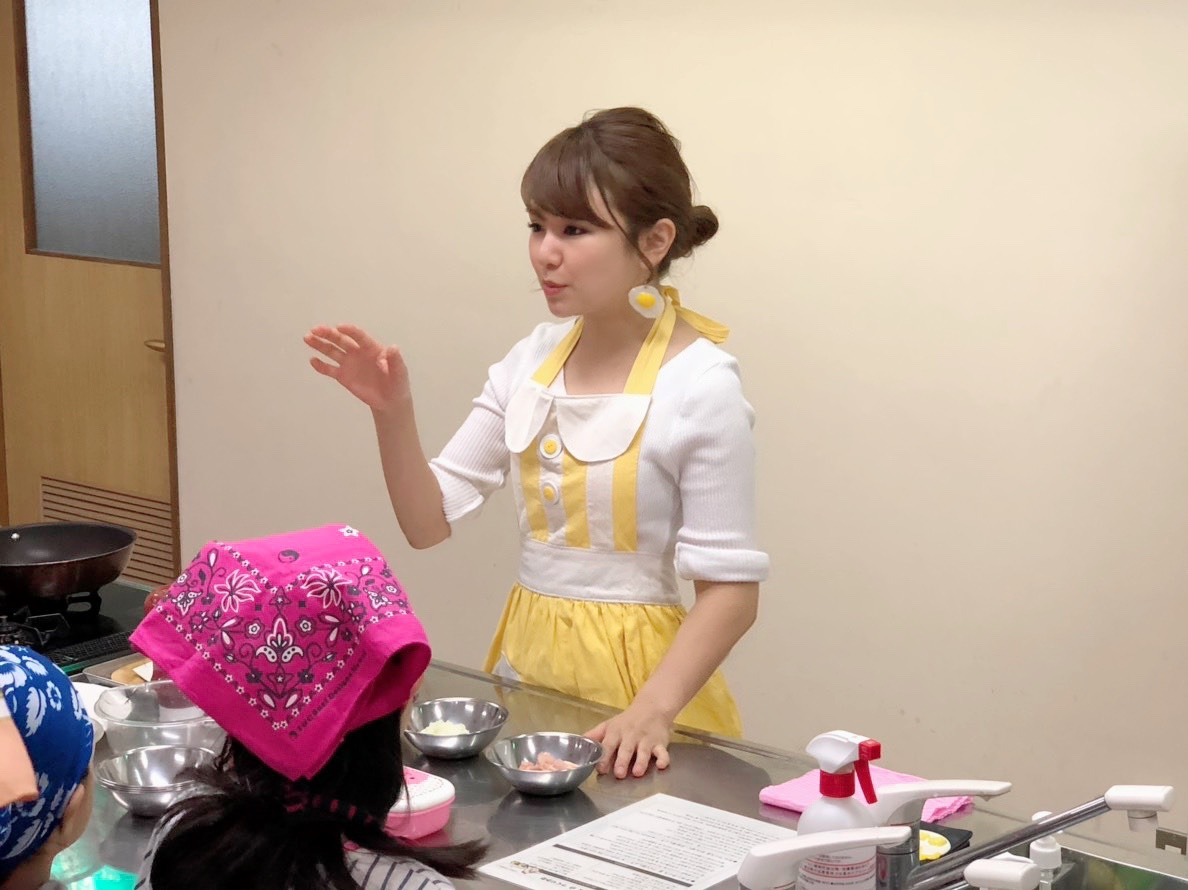
2018年親子オムライス教室

## 掲載
- 2021 日本農業新聞情報誌「フレ・マルシェ」レシピ提供
- 2020 情報誌「はれ予報」レシピ提供
- 2020「女性セブン」卵の「極み」レシピ監修
- 2018～ 「鶏鳴新聞」レシピ連載中
- 2017～ 福島民報情報ナビ「たいむ」「たまごソムリエ友加里のエッグーなたまごはん」連載中
- 養鶏業界紙「養鶏の友」（2014～2015）

- 「日本一 おいしい卵レシピ」（週刊女性 2015年1月27日号[1]）
- 「日本一 おいしい卵の食べ方 」（週刊女性 2014年9月16日号[2] ）

## 著書
2017 アールズ出版「たまごソムリエ友加里のたまご大好き～あなたのたまご料理が100倍おいしくなるレシピ

## 電子書籍
2020 アールズ出版「たまごソムリエ友加里のたまご大好き～あなたのたまご料理が100倍おいしくなるレシピ」電子書籍版

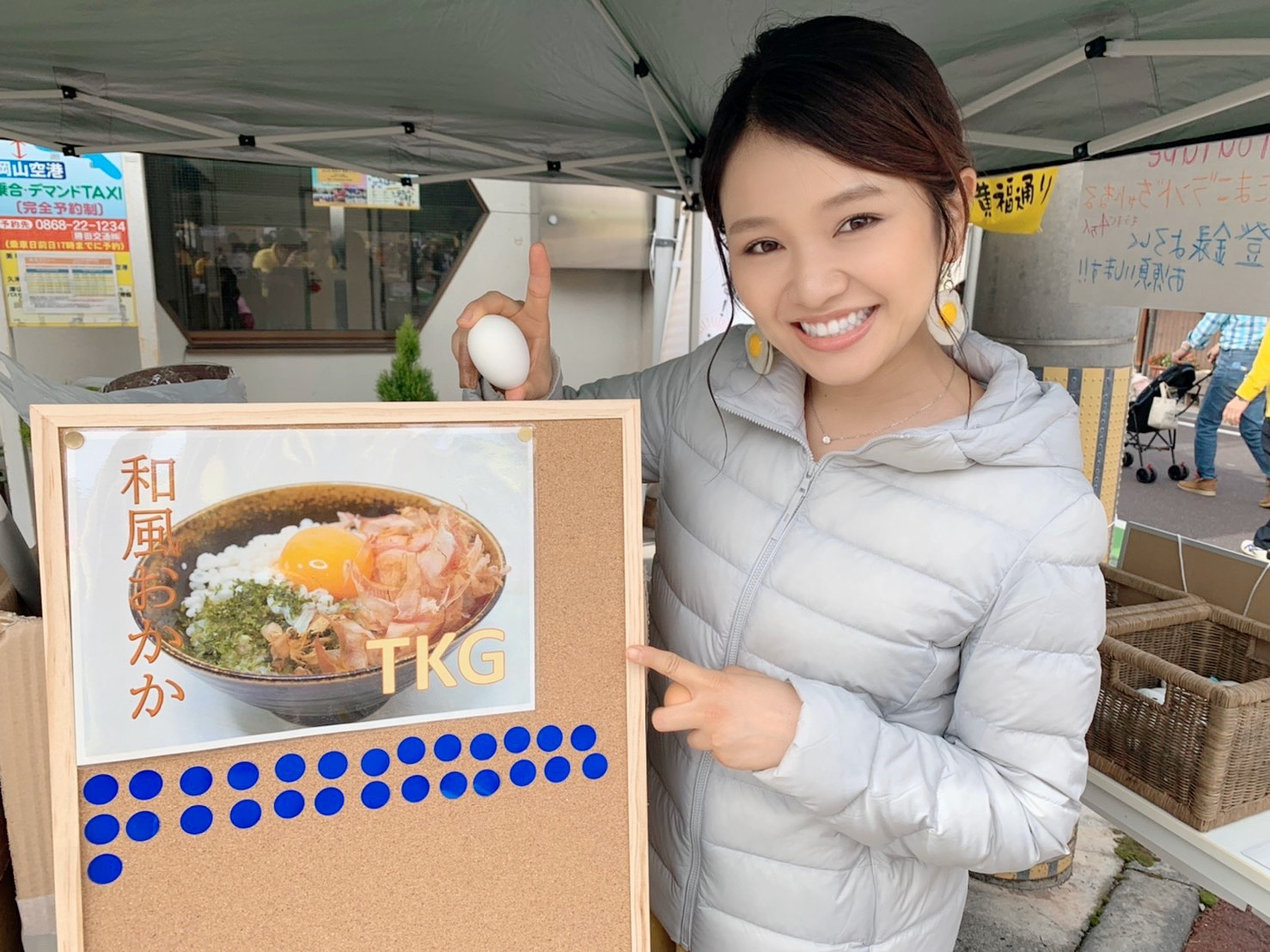
2019年10月 岡山県美咲町たまごまつりイベント

## WEB
- 畜産WEBマガジン「どっこいしょニッポン」連載中
- 食のマガジン「macaroni」連載中
- 2019、2020「きちんとキッチンbyダイエー」YouTubeチャンネルレシピ監修
- 2017 セブンプレミアム「こだわり新鮮たまごと冷凍食品でワンプレートレシピ」
- 2017「どっこいしょニッポン」

## CM・イメージキャラクター・メニュー監修等
- 2019～ 岡山県美咲町 地域活性化支援アドバイザー
- 2017「地養卵」イメージキャラクター
- 2017「地養卵を使ったたまごサラダ」監修
- 2014 山梨水産「ふじたま」イメージキャラクター
- 2014 セガ「ぷよぷよクエスト」インフォマーシャル

## 追記
- 三つ星たまごソムリエの資格を⽣かし、卵業界で⾏われる全国のイベントで司会を務め、親⼦にむけたお料理教室の講師も務める。

- 海外への卵輸出活動にも参加。台湾や⾹港のメディアにも出演や料理教室を開催し、⽇本の卵のPRを⾏う。

- 2018年に、卵かけご飯の発祥の地と⾔われている岡⼭県の美咲町の地域活性化アドバイザーも務め、美咲町で毎年⾏われる「たまごまつり」のイベントではクッキングショーなど披露する。

また、⾹港で開催された美咲町の卵かけご飯のPRイベントにも参加している。
- 2018年に、卵ブランド「地養卵」のイメージキャラクターを務め、「地養卵」の卵を使った卵サラダの監修も務める。

- 2013年〜2019年まで芸能事務所「フリップアップ」に所属し、その後、独⽴。